# Космос (мова)
Космос (нім. Kosmos) — проєкт міжнародної допоміжної мови Євгена Лауди (Eugene Lauda, Berlin, 1888). Являє собою спрощену латинську мову.
Латинські слова беруться в їх незміненій формі називного відмінка однини чи множини числа: via, divitiae, castra і т. д. Граматичні відносини виражаються за допомогою артикля. Для однини:
- Ta — називний відмінок;
- Tio — родовий відмінок;
- Te — давальний відмінок;
- Tan — знахідний відмінок.

Приклади: ta mensa (стіл),tio mensa (стола),te mensa,tan mensa.
У множині додається s:tas mensa, tios mensa і т. д.
Відмінювання нагадує індоєвропейське; час: amómi (люблю),amósi (любиш),amóti (любити), множина amòmis, amosis, amòtis; минулий час: amùmi,amusi,amuti,amumis,amusis,amutis; майбутнє amámi і т. д.
Таким чином граматика космосу відрізняється простотою і наочністю, але його звукова система мало годиться для загального вжитку. Так, Лауда відрізняє ä від e (тонкість, зрозуміла тільки німцеві), вводить змішані, a також малопоширені голосні ö,ü і дифтонги ae ,oe,au,eu, ai, ui і т. д. Втім, від деяких інших авторів подібних проєктів Лауда, відрізняється в хорошу сторону наявністю філологічної освіти.